# Kongsfjellet

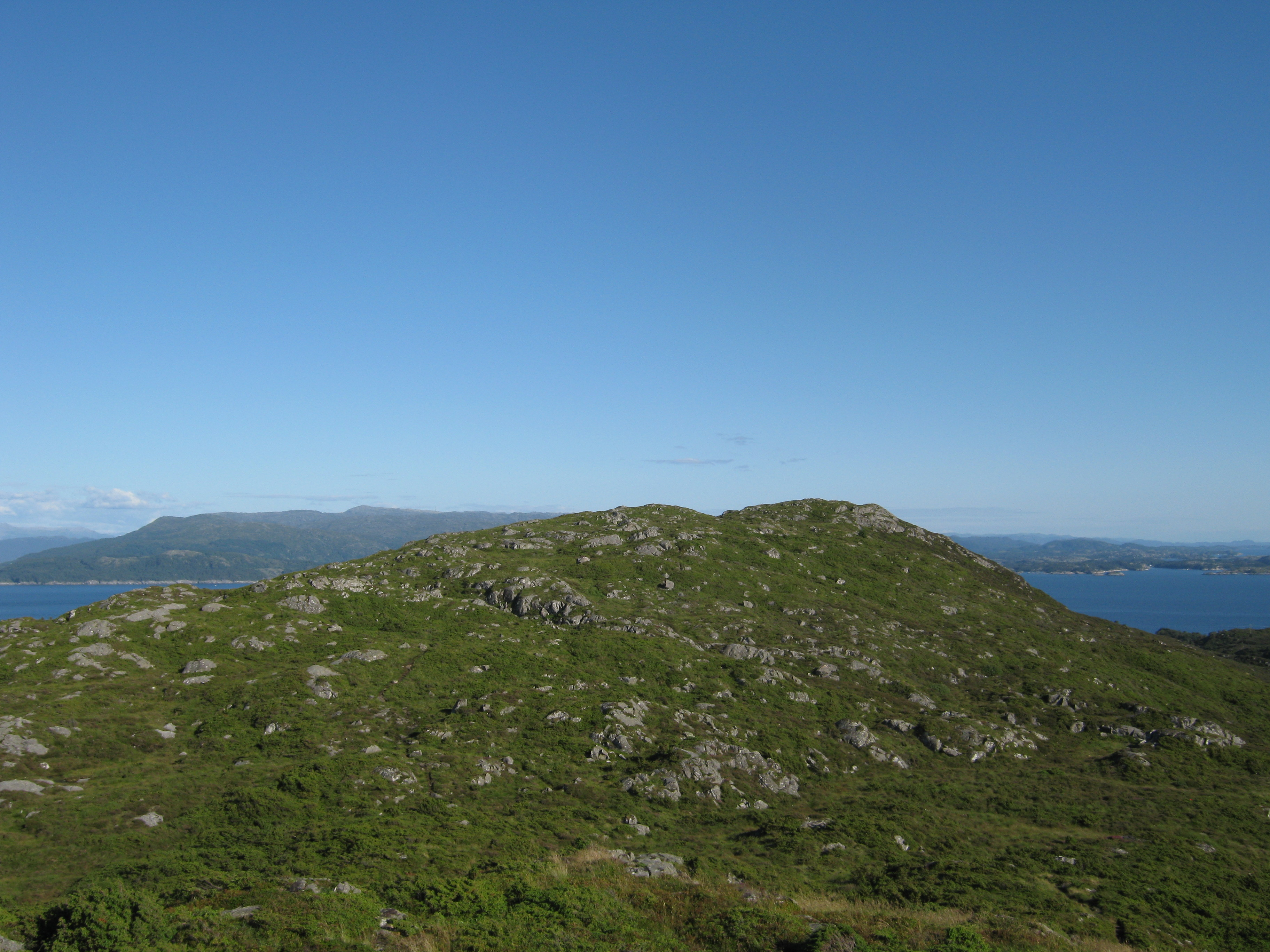
Kongsfjellet

Kongsfjellet (Norska: Kungsfjället) är ett fjäll i Austevoll kommun i Hordaland, Norge. Toppen når upp till 185 meter över havet och det är den högsta punkten på ön Selbjørn.